# Васильев, Юрий Викторович
Юрий Викторович Васильев (род. 1 мая 1951, Калинин, РСФСР, СССР) — российский государственный и политический деятель. Глава города Пятигорска с 1992 по 2003. Депутат Государственной думы Ставропольского края с 1993 по 2001. Депутат Государственной думы Федерального собрания Российской Федерации IV—VI созывов с 29 декабря 2003 по 5 октября 2016.
Действительный член Академии социальных наук. Доктор экономических наук (1995), профессор.

## Биография
Родился 1 мая 1951, в семье военного лётчика, в лётной части под Калинином (ныне — Тверь).
В 1974 году окончил экономический факультет Ростовского государственного университета по специальности «политическая экономика». В 1984 окончил аспирантуру Ленинградского государственного университета и защитил диссертацию на соискание учёной степени кандидата экономических наук, в 1995 защитил диссертацию на соискание учёной степени доктора экономических наук. В 1998 году окончил юридический факультет Ставропольского государственного университета по специальности «юриспруденция».
С 1985 по 1990 — инструктор Пятигорского горкома КППС, завотделом горисполкома. Был преподавателем фармацевтического и педагогического институтов Пятигорска, президентом Пятигорской международной универсальной биржи.
С 1992 по 2003 — глава города Пятигорска. Возглавлял Контрольно-счётную палату Ставропольского края.
С 1993 по 2001 — депутат Государственной думы Ставропольского края.
С 1998 — заведующий кафедрой экономики и управления филиала Северо-Кавказского ГТУ в Пятигорске.
С 29 декабря 2003 по 5 октября 2016 — депутат Государственной думы Федерального собрания Российской Федерации IV, V и VI созывов. Председатель комитета Государственной думы по бюджету и налогам, член комиссии Государственной думы по рассмотрению расходов федерального бюджета, направленных на обеспечение национальной обороны, национальной безопасности и правоохранительной деятельности.

## Семья
Женат, имеет дочь.

## Награды
- Почётная грамота Президента Российской Федерации (2009)[6]
- Благодарность Президента Российской Федерации (2007)[7]
- Благодарность Президента Российской Федерации (2008)[8]
- Благодарность Президента Российской Федерации (2011)[9]
- Почётная грамота Правительства Российской Федерации (2006)[10]
- Благодарность Правительства Российской Федерации (2011)[11]
- Благодарность Правительства Российской Федерации (2016)[12]
- Почётная грамота Государственной думы
- Орден Почёта (2006)[13]
- Орден Дружбы
- Медаль «В память 1000-летия Казани»
- Медаль «За заслуги в проведении Всероссийской переписи населения»
- Орден Преподобного Серафима Саровского II степени
- Орден Святого благоверного великого князя Димитрия Донского II степени
- Орден Преподобного Сергия Радонежского II степени